# Тропско језеро
Тропско језеро је језеро којем је према термичкој класификацији површински слој воде веома висок и креће се у распону од 20-30°C. Температурни градијент је мали, амплитуде ниске. Постоји једна циркулације водене масе, и то током зиме у влажним тропима, док је она сезонска у језерима сувих тропа. Тропска језера су карактеристична за тропску климу, а као најбољи примери издвајају се Викторијино, Тангањика, Њаса и др.